# Fon
Fon je priimek več znanih Slovencev:
- Andrej Fon a.k.a. Olfa Mož (*1980), glasbenik multiinstrumentalist, kantavtor in performer
- Gregor Fon (*1969), gledališčnik, dramatik, scenarist ...
- Ivan Fon (1860—1912), srednješolski profesor
- Josip Fon (1879—1956), rimskokatoliški duhovnik
- Josip Fon (1846—1899), kirurg
- Josip Fon (1865—1925), pravnik
- Zorko Fon (1913—?), glasbeni pedagog in fotograf